# 鹿乗橋
鹿乗橋（かのりはし）は、愛知県春日井市玉野町 - 瀬戸市鹿乗町の庄内川に架かる愛知県道53号春日井瀬戸線のアーチ橋である。
明治時代に作られた、11のスチールアーチ橋のうちの現存するひとつとしても、貴重な存在である。

## 歴史
1910年（明治43年）に、メラン工法とにより建設された全長73 m、幅4.5 mの鉄製アーチ橋である。
1930年（昭和5年）12月20日に、全国初の省営（鉄道省）バス、省営自動車岡多線が 岡崎 - 多治見間および瀬戸記念橋 - 高蔵寺間で営業を開始し、この鹿乗橋の上をバスが走った。
その後、1947年（昭和22年）に木製であった橋板が鉄製に取り替えられたようであり、1951年（昭和26年）3月に鋼鉄製のアーチ部分が老朽化してきたので、コンクリートで固めて補強した。

## 現在
現在の鹿乗橋は、道幅が狭いために、小型特殊車を除き春日井市→瀬戸市方面への一方通行となっている。瀬戸市側の国道155号には車両進入禁止を表示する案内看板があるが、橋の直前は通常の一方通行や車両進入禁止の標識ではなくその旨の掲示のみのため注意を要する。